# Jungfruresan
Jungfruresan är en svensk dramafilm från 1988 i regi av Reidar Jönsson.

## Handling
Fyra män som drömmer om att segla jorden runt köper ett segelbåtsskrov för att bygga en båt. De bor i samma område och familjerna umgås. Planerna är att deras fruar ska följa med i etapper. Arbetet är tidsödande och konfliktfyllt och tär på äktenskapen. Den oförsäkrade båten förstörs av en brand vilket innebär en stor ekonomisk förlust för familjerna. De byter ut båten mot en likadan som står uppställd i Kronofogdens lager och sätter samtidigt eld på lagret för att dölja brottet. 

## Om filmen
Filmen är tillåten från sju år och hade premiär på 30 svenska biografer den 28 oktober 1988. Den har även visats flera gånger på Sveriges Television och TV4.

## I rollerna (urval)
- Peter Andersson
- Lars Väringer
- Eva Mutvei
- Philip Zandén
- Nils Moritz
- EwaMaria Björkström
- Suzanne Reuter
- Percy Brandt
- Else Marie Brandt
- Robert Sjöblom
- Magnus Ehrner
- Stig Torstensson
- Lars Haldenberg
- Jonas Falk
- Niklas Falk
- Claes Esphagen
- Gregor Dahlman
- Kerstin Magnusson
- Aida Jerkovic
- Gustav Roger